# Alpiner Skiweltcup 2022/23
Der Alpine Skiweltcup 2022/23 begann am 23. Oktober 2022 und endete am 19. März 2023. Der Weltcupauftakt wurde wie in den Vorjahren in Sölden (Österreich) ausgetragen. Während den 47. Alpinen Skiweltmeisterschaften vom 6. bis 19. Februar 2023 in Courchevel und Méribel (Frankreich) wurde die Weltcupsaison unterbrochen. Das Weltcupfinale fand vom 15. bis 19. März 2023 in Soldeu (Andorra) statt. Auf dem Programm standen 43 Rennen an 21 Orten bei den Herren, 42 Rennen an 20 Orten bei den Damen sowie ein Mixed-Wettbewerb.
Gesamtsieger bei den Herren wurde der Schweizer Marco Odermatt und bei den Frauen die US-Amerikanerin Mikaela Shiffrin, wodurch beide ihren Titel verteidigen konnten. Sie stellten im Verlaufe dieses Winters auch neue Bestmarken auf. Shiffrin übertraf mit 87 Weltcupsiegen in ihrer Karriere die bisher von Ingemar Stenmark gehaltene Bestmarke. Odermatt gelang mit 2042 Punkten die beste Saison bei den Herren, indem er den bisher von Hermann Maier gehaltenen Rekord von 2000 Punkten in der Saison 1999/2000 verbesserte.

## Weltcupwertungen

### Gesamt

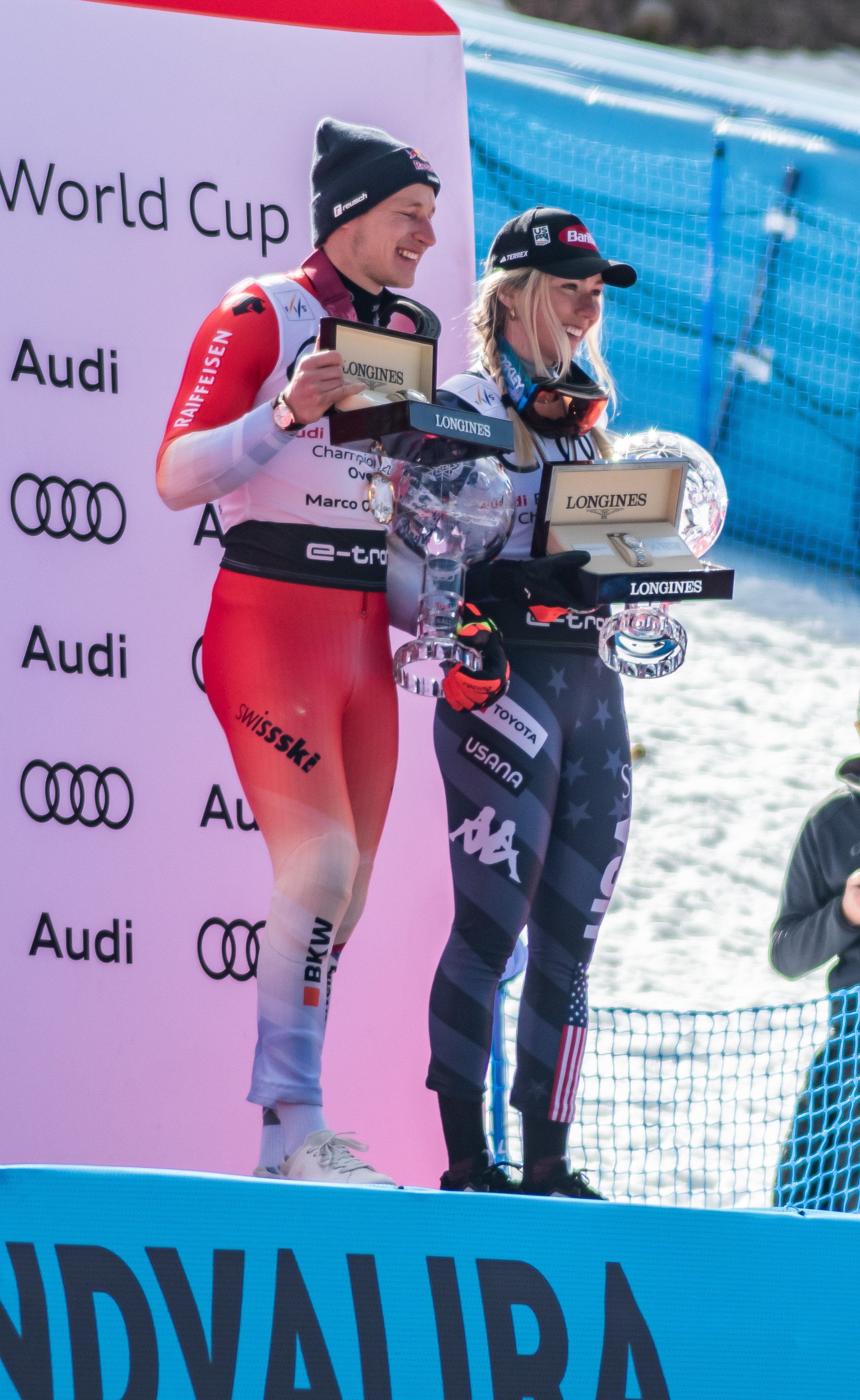
Marco Odermatt und Mikaela Shiffrin

| Rang | Name                     | Punkte |
| ---- | ------------------------ | ------ |
| 01.  | Marco Odermatt           | 2042   |
| 02.  | Aleksander Aamodt Kilde  | 1340   |
| 03.  | Henrik Kristoffersen     | 1154   |
| 04.  | Lucas Braathen           | 0954   |
| 05.  | Vincent Kriechmayr       | 0953   |
| 06.  | Loïc Meillard            | 0877   |
| 07.  | Marco Schwarz            | 0863   |
| 08.  | Alexis Pinturault        | 0839   |
| 09.  | Manuel Feller            | 0546   |
| 10.  | Ramon Zenhäusern         | 0467   |
| 11.  | Žan Kranjec              | 0464   |
| 12.  | James Crawford           | 0462   |
| 13.  | Gino Caviezel            | 0438   |
| 14.  | Mattia Casse             | 0431   |
| 15.  | Andreas Sander           | 0421   |
| 16.  | Daniel Hemetsberger      | 0414   |
| 17.  | Daniel Yule              | 0401   |
| 18.  | Dominik Paris            | 0384   |
| 19.  | Johan Clarey             | 0374   |
| 20.  | Atle Lie McGrath         | 0364   |
| 21.  | Alexander Steen Olsen    | 0359   |
| 22.  | Romed Baumann            | 0310   |
| 22.  | Stefan Rogentin          | 0310   |
| 24.  | Niels Hintermann         | 0308   |
| 25.  | Linus Straßer            | 0306   |
| 26.  | Justin Murisier          | 0297   |
| 26.  | Filip Zubčić             | 0297   |
| 28.  | Clément Noël             | 0292   |
| 29.  | Ryan Cochran-Siegle      | 0282   |
| 30.  | Raphael Haaser           | 0274   |
| 31.  | Matthias Mayer           | 0268   |
| 32.  | Nils Allègre             | 0243   |
| 33.  | Rasmus Windingstad       | 0239   |
| 34.  | Florian Schieder         | 0236   |
| 35.  | Beat Feuz                | 0221   |
| 35.  | Timon Haugan             | 0221   |
| 37.  | Tommaso Sala             | 0214   |
| 38.  | Otmar Striedinger        | 0211   |
| 39.  | Stefan Brennsteiner      | 0210   |
| 40.  | Adrian Smiseth Sejersted | 0207   |
| 41.  | Filippo Della Vite       | 0196   |
| 42.  | Travis Ganong            | 0192   |
| 43.  | Fabio Gstrein            | 0190   |
| 44.  | Albert Popow             | 0182   |
| 45.  | Dave Ryding              | 0181   |
| 46.  | Alexander Schmid         | 0178   |
| 47.  | Stefan Babinsky          | 0174   |
| 48.  | Alex Vinatzer            | 0162   |
| 49.  | Erik Read                | 0156   |
| 50.  | Jeffrey Read             | 0153   |
| 51.  | Kristoffer Jakobsen      | 0151   |
| 52.  | Marc Rochat              | 0150   |
| 53.  | Cyprien Sarrazin         | 0149   |

| Rang | Name                          | Punkte |
| ---- | ----------------------------- | ------ |
| 54.  | Sebastian Foss Solevåg        | 144    |
| 54.  | Adrian Pertl                  | 144    |
| 56.  | Josef Ferstl                  | 138    |
| 57.  | Jared Goldberg                | 130    |
| 58.  | Adrien Théaux                 | 129    |
| 59.  | Luca De Aliprandini           | 124    |
| 60.  | Gilles Roulin                 | 117    |
| 61.  | Christof Innerhofer           | 116    |
| 62.  | Thomas Tumler                 | 115    |
| 63.  | River Radamus                 | 114    |
| 64.  | Cameron Alexander             | 112    |
| 65.  | Matteo Marsaglia              | 108    |
| 66.  | Brodie Seger                  | 104    |
| 67.  | Guglielmo Bosca               | 101    |
| 68.  | Joan Verdú                    | 100    |
| 69.  | Matthieu Bailet               | 099    |
| 70.  | AJ Ginnis                     | 091    |
| 70.  | Stefano Gross                 | 091    |
| 70.  | Samuel Kolega                 | 091    |
| 73.  | Alexis Monney                 | 088    |
| 74.  | Luca Aerni                    | 077    |
| 74.  | Tommy Ford                    | 077    |
| 76.  | Victor Muffat-Jeandet         | 075    |
| 77.  | Miha Hrobat                   | 073    |
| 77.  | Sam Maes                      | 073    |
| 79.  | Michael Matt                  | 072    |
| 80.  | Martin Čater                  | 070    |
| 81.  | Patrick Feurstein             | 069    |
| 82.  | Blaise Giezendanner           | 068    |
| 83.  | Thomas Dreßen                 | 067    |
| 84.  | Štefan Hadalin                | 065    |
| 84.  | Sebastian Holzmann            | 065    |
| 84.  | Broderick Thompson            | 065    |
| 87.  | Bryce Bennett                 | 062    |
| 88.  | Giovanni Borsotti             | 061    |
| 89.  | Sam Morse                     | 060    |
| 90.  | Urs Kryenbühl                 | 058    |
| 91.  | Leif Kristian Nestvold-Haugen | 056    |
| 92.  | Hannes Zingerle               | 055    |
| 93.  | Erik Arvidsson                | 053    |
| 93.  | Mathieu Faivre                | 053    |
| 93.  | Luke Winters                  | 053    |
| 96.  | Riley Seger                   | 052    |
| 97.  | Johannes Strolz               | 051    |
| 98.  | Simon Maurberger              | 048    |
| 99.  | Armand Marchant               | 046    |
| 100. | Lukas Feurstein               | 044    |
| 100. | Maxence Muzaton               | 044    |
| 100. | Henrik von Appen              | 044    |
| 103. | Dominik Schwaiger             | 043    |
| 104. | Trevor Philp                  | 041    |
| 105. | Nico Gauer                    | 040    |
| 105. | Andreas Ploier                | 040    |
| 107. | Anton Tremmel                 | 039    |

| Rang | Name                     | Punkte |
| ---- | ------------------------ | ------ |
| 108. | Joaquim Salarich         | 38     |
| 109. | Julian Schütter          | 37     |
| 110. | Jett Seymour             | 36     |
| 110. | Livio Simonet            | 36     |
| 112. | Roland Leitinger         | 35     |
| 113. | Tobias Kastlunger        | 34     |
| 114. | Simon Jocher             | 32     |
| 115. | Sandro Simonet           | 31     |
| 116. | Adam Žampa               | 29     |
| 117. | Billy Major              | 28     |
| 118. | Thibaut Favrot           | 26     |
| 119. | Istok Rodeš              | 25     |
| 120. | Giuliano Razzoli         | 24     |
| 121. | Semyel Bissig            | 20     |
| 121. | Brian McLaughlin         | 20     |
| 121. | Daniele Sette            | 20     |
| 124. | Fadri Janutin            | 19     |
| 125. | Mattias Rönngren         | 18     |
| 125. | Kyle Negomir             | 18     |
| 127. | Stefan Luitz             | 17     |
| 127. | Dominik Raschner         | 17     |
| 129. | Anton Grammel            | 16     |
| 128. | Léo Anguenot             | 15     |
| 128. | Elian Lehto              | 15     |
| 128. | George Steffey           | 15     |
| 133. | Giovanni Franzoni        | 14     |
| 133. | Laurie Taylor            | 14     |
| 135. | Juan Del Campo           | 13     |
| 135. | Benjamin Ritchie         | 13     |
| 137. | Nicolò Molteni           | 12     |
| 137. | Tanguy Nef               | 12     |
| 137. | Christopher Neumayer     | 12     |
| 137. | Fabian Wilkens Solheim   | 12     |
| 137. | Jan Zabystřan            | 12     |
| 142. | Asher Jordan             | 11     |
| 142. | Josua Mettler            | 11     |
| 142. | Lars Rösti               | 11     |
| 145. | Fabian Gratz             | 09     |
| 145. | David Ketterer           | 09     |
| 145. | Christoph Krenn          | 09     |
| 145. | Florian Loriot           | 09     |
| 149. | Henrik Røa               | 08     |
| 150. | Marco Kohler             | 07     |
| 150. | Samu Torsti              | 07     |
| 152. | Christian Borgnaes       | 06     |
| 152. | Yōhei Koyama             | 06     |
| 152. | Pietro Zazzi             | 06     |
| 155. | Noel von Grünigen        | 05     |
| 156. | Markus Nordgård Fossland | 04     |
| 156. | Marco Pfiffner           | 04     |
| 158. | Matteo Franzoso          | 03     |
| 159. | Daniel Danklmaier        | 02     |
| 160. | Christian Walder         | 01     |

| Rang | Name                    | Punkte |
| ---- | ----------------------- | ------ |
| 01.  | Mikaela Shiffrin        | 2206   |
| 02.  | Lara Gut-Behrami        | 1217   |
| 03.  | Petra Vlhová            | 1125   |
| 04.  | Federica Brignone       | 1069   |
| 05.  | Sofia Goggia            | 0916   |
| 06.  | Ragnhild Mowinckel      | 0903   |
| 07.  | Wendy Holdener          | 0858   |
| 08.  | Marta Bassino           | 0749   |
| 09.  | Elena Curtoni           | 0666   |
| 10.  | Sara Hector             | 0636   |
| 11.  | Ilka Štuhec             | 0602   |
| 12.  | Corinne Suter           | 0571   |
| 13.  | Michelle Gisin          | 0552   |
| 14.  | Cornelia Hütter         | 0512   |
| 15.  | Paula Moltzan           | 0506   |
| 16.  | Tessa Worley            | 0500   |
| 17.  | Lena Dürr               | 0493   |
| 18.  | Anna Swenn-Larsson      | 0470   |
| 19.  | Mirjam Puchner          | 0462   |
| 20.  | Thea Louise Stjernesund | 0406   |
| 21.  | Ana Bucik               | 0405   |
| 22.  | Kira Weidle             | 0401   |
| 23.  | Franziska Gritsch       | 0391   |
| 24.  | Joana Hählen            | 0386   |
| 25.  | Valérie Grenier         | 0384   |
| 26.  | Kajsa Vickhoff Lie      | 0352   |
| 27.  | Leona Popović           | 0349   |
| 28.  | Jasmine Flury           | 0342   |
| 29.  | Nina Ortlieb            | 0336   |
| 30.  | Ramona Siebenhofer      | 0324   |
| 31.  | Alice Robinson          | 0313   |
| 32.  | Stephanie Venier        | 0276   |
| 33.  | Mina Fürst Holtmann     | 0263   |
| 34.  | Katharina Truppe        | 0259   |
| 35.  | Breezy Johnson          | 0249   |
| 36.  | Laura Gauché            | 0247   |
| 37.  | Romane Miradoli         | 0246   |
| 38.  | Hanna Aronsson Elfman   | 0240   |
| 39.  | Katharina Liensberger   | 0232   |
| 40.  | Emma Aicher             | 0217   |
| 41.  | Zrinka Ljutić           | 0208   |

| Rang | Name                    | Punkte |
| ---- | ----------------------- | ------ |
| 42.  | Laura Pirovano          | 207    |
| 43.  | Maryna Gąsienica-Daniel | 200    |
| 44.  | Maria Therese Tviberg   | 197    |
| 45.  | Priska Nufer            | 183    |
| 46.  | Isabella Wright         | 176    |
| 47.  | Martina Dubovská        | 168    |
| 48.  | Ricarda Haaser          | 160    |
| 48.  | Tamara Tippler          | 160    |
| 50.  | Laurence St-Germain     | 158    |
| 51.  | Ali Nullmeyer           | 156    |
| 52.  | Camille Rast            | 145    |
| 53.  | Nicole Schmidhofer      | 135    |
| 54.  | Jessica Hilzinger       | 133    |
| 55.  | Christina Ager          | 123    |
| 56.  | Amelia Smart            | 117    |
| 57.  | Nicol Delago            | 114    |
| 58.  | Coralie Frasse Sombet   | 101    |
| 59.  | Elena Stoffel           | 095    |
| 60.  | Andrea Ellenberger      | 093    |
| 61.  | Neja Dvornik            | 086    |
| 62.  | Stephanie Brunner       | 084    |
| 63.  | Nastasia Noens          | 080    |
| 64.  | Julia Scheib            | 079    |
| 65.  | Roberta Melesi          | 078    |
| 66.  | Marie-Michèle Gagnon    | 077    |
| 67.  | Katharina Huber         | 074    |
| 68.  | Estelle Alphand         | 071    |
| 69.  | Mélanie Meillard        | 070    |
| 70.  | Nina O’Brien            | 068    |
| 71.  | Nicole Good             | 067    |
| 72.  | Ariane Rädler           | 065    |
| 73.  | Aline Danioth           | 064    |
| 73.  | Andrea Filser           | 064    |
| 73.  | Stephanie Jenal         | 064    |
| 76.  | Marta Rossetti          | 061    |
| 77.  | Elisabeth Kappaurer     | 060    |
| 78.  | Lara Colturi            | 059    |
| 79.  | Delia Durrer            | 055    |
| 80.  | Juliana Suter           | 051    |
| 81.  | Asja Zenere             | 046    |
| 82.  | Nadine Fest             | 045    |

| Rang | Name                       | Punkte |
| ---- | -------------------------- | ------ |
| 083. | Anita Gulli                | 42     |
| 083. | Karoline Pichler           | 42     |
| 083. | Simone Wild                | 42     |
| 086. | Cornelia Öhlund            | 35     |
| 086. | Elisa Platino              | 35     |
| 088. | Nadia Delago               | 34     |
| 089. | Hilma Lövblom              | 26     |
| 090. | Lara Della Mea             | 24     |
| 091. | Marie Lamure               | 22     |
| 091. | Elisa Mörzinger            | 22     |
| 093. | Chiara Mair                | 21     |
| 094. | Stefanie Fleckenstein      | 20     |
| 095. | Katie Hensien              | 19     |
| 096. | Clara Direz                | 18     |
| 096. | Kristin Lysdahl            | 18     |
| 096. | Karen Clément              | 18     |
| 099. | Asa Andō                   | 16     |
| 099. | Cande Moreno               | 16     |
| 099. | Lisa Nyberg                | 16     |
| 102. | Tricia Mangan              | 15     |
| 102. | Marie-Therese Sporer       | 15     |
| 104. | Moa Boström Müssener       | 14     |
| 104. | Ava Sunshine               | 14     |
| 106. | Vera Tschurtschenthaler    | 12     |
| 107. | Clarisse Brèche            | 11     |
| 108. | Elisabeth Reisinger        | 09     |
| 109. | Camille Cerutti            | 08     |
| 110. | Chiara Pogneaux            | 07     |
| 110. | Britt Richardson           | 07     |
| 112. | Keely Cashman              | 06     |
| 112. | Katrin Hirtl-Stanggaßinger | 06     |
| 112. | Elvedina Muzaferija        | 06     |
| 115. | Nina Astner                | 05     |
| 115. | Janine Schmitt             | 05     |
| 117. | Lisa Hörhager              | 04     |
| 117. | Zoe Zimmermann             | 04     |
| 119. | Charlie Guest              | 03     |
| 119. | Lucrezia Lorenzi           | 03     |
| 121. | Tina Robnik                | 02     |
| 122. | Anouck Errard              | 01     |
| 122. | Lauren Macuga              | 01     |

### Abfahrt
| Rang | Athlet                   | Punkte |
| ---- | ------------------------ | ------ |
| 1    | Aleksander Aamodt Kilde  | 760    |
| 2    | Vincent Kriechmayr       | 614    |
| 3    | Marco Odermatt           | 462    |
| 4    | Johan Clarey             | 343    |
| 5    | James Crawford           | 326    |
| 6    | Mattia Casse             | 288    |
| 7    | Niels Hintermann         | 267    |
| 8    | Romed Baumann            | 244    |
| 9    | Daniel Hemetsberger      | 239    |
| 10   | Florian Schieder         | 222    |
| 11   | Dominik Paris            | 210    |
| 12   | Otmar Striedinger        | 200    |
| 13   | Matthias Mayer           | 182    |
| 14   | Beat Feuz                | 179    |
| 15   | Travis Ganong            | 178    |
| 16   | Andreas Sander           | 156    |
| 17   | Ryan Cochran-Siegle      | 149    |
| 18   | Adrian Smiseth Sejersted | 149    |
| 19   | Stefan Rogentin          | 130    |
| 20   | Adrien Théaux            | 123    |
| 21   | Josef Ferstl             | 114    |
| 22   | Jared Goldberg           | 110    |
| 23   | Cameron Alexander        | 101    |
| 24   | Nils Allègre             | 085    |
| 25   | Cyprien Sarrazin         | 082    |

| Rang | Athletin           | Punkte |
| ---- | ------------------ | ------ |
| 1    | Sofia Goggia       | 740    |
| 2    | Ilka Štuhec        | 551    |
| 3    | Corinne Suter      | 309    |
| 4    | Elena Curtoni      | 308    |
| 5    | Mirjam Puchner     | 273    |
| 6    | Lara Gut-Behrami   | 272    |
| 7    | Kira Weidle        | 250    |
| 8    | Kajsa Vickhoff Lie | 246    |
| 9    | Nina Ortlieb       | 229    |
| 10   | Ragnhild Mowinckel | 226    |
| 11   | Breezy Johnson     | 222    |
| 12   | Mikaela Shiffrin   | 221    |
| 13   | Joana Hählen       | 220    |
| 14   | Federica Brignone  | 218    |
| 15   | Jasmine Flury      | 185    |
| 16   | Cornelia Hütter    | 165    |
| 17   | Isabella Wright    | 154    |
| 18   | Laura Gauché       | 150    |
| 19   | Michelle Gisin     | 140    |
| 20   | Priska Nufer       | 139    |
| 21   | Laura Pirovano     | 136    |
| 22   | Stephanie Venier   | 113    |
| 23   | Ramona Siebenhofer | 111    |
| 24   | Nicol Delago       | 105    |
| 25   | Christina Ager     | 094    |

### Super-G
| Rang | Athlet                   | Punkte |
| ---- | ------------------------ | ------ |
| 1    | Marco Odermatt           | 740    |
| 2    | Aleksander Aamodt Kilde  | 512    |
| 3    | Vincent Kriechmayr       | 335    |
| 4    | Andreas Sander           | 265    |
| 5    | Alexis Pinturault        | 253    |
| 6    | Stefan Rogentin          | 180    |
| 7    | Justin Murisier          | 160    |
| 8    | Daniel Hemetsberger      | 175    |
| 9    | Dominik Paris            | 174    |
| 10   | Stefan Babinsky          | 165    |
| 11   | Gino Caviezel            | 161    |
| 12   | Nils Allègre             | 158    |
| 13   | Marco Schwarz            | 151    |
| 14   | Mattia Casse             | 143    |
| 15   | Raphael Haaser           | 141    |
| 16   | Loïc Meillard            | 134    |
| 16   | Jeffrey Read             | 134    |
| 18   | Ryan Cochran-Siegle      | 133    |
| 19   | James Crawford           | 130    |
| 20   | Guglielmo Bosca          | 094    |
| 21   | Matthias Mayer           | 086    |
| 22   | Cyprien Sarrazin         | 061    |
| 23   | Romed Baumann            | 066    |
| 24   | Brodie Seger             | 059    |
| 25   | Adrian Smiseth Sejersted | 058    |

| Rang | Athletin           | Punkte |
| ---- | ------------------ | ------ |
| 1    | Lara Gut-Behrami   | 413    |
| 2    | Federica Brignone  | 368    |
| 3    | Ragnhild Mowinckel | 366    |
| 4    | Elena Curtoni      | 358    |
| 5    | Cornelia Hütter    | 347    |
| 6    | Corinne Suter      | 259    |
| 7    | Mikaela Shiffrin   | 240    |
| 8    | Marta Bassino      | 200    |
| 9    | Michelle Gisin     | 198    |
| 10   | Mirjam Puchner     | 189    |
| 11   | Sofia Goggia       | 176    |
| 12   | Tessa Worley       | 172    |
| 13   | Joana Hählen       | 166    |
| 14   | Stephanie Venier   | 163    |
| 15   | Romane Miradoli    | 161    |
| 16   | Jasmine Flury      | 157    |
| 17   | Kira Weidle        | 151    |
| 18   | Ramona Siebenhofer | 149    |
| 19   | Nicole Schmidhofer | 120    |
| 20   | Nina Ortlieb       | 107    |
| 21   | Kajsa Vickhoff Lie | 106    |
| 22   | Laura Gauché       | 097    |
| 23   | Franziska Gritsch  | 096    |
| 24   | Wendy Holdener     | 074    |
| 25   | Alice Robinson     | 072    |

### Riesenslalom
| Rang | Athlet                  | Punkte |
| ---- | ----------------------- | ------ |
| 1    | Marco Odermatt          | 840    |
| 2    | Henrik Kristoffersen    | 660    |
| 3    | Žan Kranjec             | 464    |
| 4    | Marco Schwarz           | 449    |
| 5    | Alexis Pinturault       | 409    |
| 6    | Loïc Meillard           | 406    |
| 7    | Lucas Braathen          | 372    |
| 8    | Gino Caviezel           | 277    |
| 9    | Rasmus Windingstad      | 239    |
| 10   | Filip Zubčić            | 221    |
| 11   | Stefan Brennsteiner     | 210    |
| 12   | Manuel Feller           | 201    |
| 13   | Filippo Della Vite      | 196    |
| 14   | Alexander Schmid        | 178    |
| 15   | Raphael Haaser          | 133    |
| 16   | Luca De Aliprandini     | 124    |
| 17   | Thomas Tumler           | 115    |
| 18   | Atle Lie McGrath        | 104    |
| 19   | Joan Verdú              | 100    |
| 20   | River Radamus           | 095    |
| 21   | Erik Read               | 088    |
| 22   | Alexander Steen Olsen   | 084    |
| 23   | Tommy Ford              | 077    |
| 24   | Patrick Feurstein       | 069    |
| 25   | Aleksander Aamodt Kilde | 068    |

| Rang | Athletin                | Punkte |
| ---- | ----------------------- | ------ |
| 1    | Mikaela Shiffrin        | 800    |
| 2    | Lara Gut-Behrami        | 532    |
| 3    | Marta Bassino           | 515    |
| 4    | Petra Vlhová            | 486    |
| 5    | Federica Brignone       | 476    |
| 6    | Sara Hector             | 393    |
| 7    | Valérie Grenier         | 354    |
| 8    | Tessa Worley            | 328    |
| 9    | Ragnhild Mowinckel      | 311    |
| 10   | Thea Louise Stjernesund | 236    |
| 11   | Paula Moltzan           | 209    |
| 12   | Alice Robinson          | 207    |
| 13   | Maryna Gąsienica-Daniel | 199    |
| 14   | Ana Bucik               | 146    |
| 15   | Ricarda Haaser          | 138    |
| 16   | Mina Fürst Holtmann     | 136    |
| 17   | Wendy Holdener          | 129    |
| 18   | Franziska Gritsch       | 120    |
| 19   | Coralie Frasse Sombet   | 101    |
| 20   | Katharina Liensberger   | 094    |
| 20   | Maria Therese Tviberg   | 094    |
| 22   | Andrea Ellenberger      | 093    |
| 23   | Stephanie Brunner       | 084    |
| 24   | Julia Scheib            | 079    |
| 25   | Estelle Alphand         | 071    |

### Slalom
| Rang | Athlet                 | Punkte |
| ---- | ---------------------- | ------ |
| 1    | Lucas Braathen         | 546    |
| 2    | Henrik Kristoffersen   | 494    |
| 3    | Ramon Zenhäusern       | 467    |
| 4    | Daniel Yule            | 401    |
| 5    | Manuel Feller          | 345    |
| 6    | Loïc Meillard          | 337    |
| 7    | Linus Straßer          | 306    |
| 8    | Clément Noël           | 292    |
| 9    | Alexander Steen Olsen  | 275    |
| 10   | Timon Haugan           | 231    |
| 11   | Atle Lie McGrath       | 215    |
| 12   | Tommaso Sala           | 214    |
| 13   | Marco Schwarz          | 199    |
| 14   | Fabio Gstrein          | 190    |
| 15   | Albert Popow           | 182    |
| 16   | Dave Ryding            | 181    |
| 17   | Alexis Pinturault      | 177    |
| 18   | Alex Vinatzer          | 156    |
| 19   | Kristoffer Jakobsen    | 151    |
| 20   | Marc Rochat            | 150    |
| 21   | Sebastian Foss Solevåg | 144    |
| 21   | Adrian Pertl           | 144    |
| 23   | AJ Ginnis              | 091    |
| 23   | Stefano Gross          | 091    |
| 23   | Samuel Kolega          | 091    |

| Rang | Athletin                | Punkte |
| ---- | ----------------------- | ------ |
| 1    | Mikaela Shiffrin        | 945    |
| 2    | Wendy Holdener          | 655    |
| 3    | Petra Vlhová            | 630    |
| 4    | Lena Dürr               | 493    |
| 5    | Anna Swenn-Larsson      | 470    |
| 6    | Leona Popović           | 349    |
| 7    | Paula Moltzan           | 297    |
| 8    | Ana Bucik               | 259    |
| 9    | Sara Hector             | 243    |
| 10   | Hanna Aronsson Elfman   | 240    |
| 11   | Katharina Truppe        | 222    |
| 12   | Zrinka Ljutić           | 190    |
| 13   | Franziska Gritsch       | 172    |
| 14   | Thea Louise Stjernesund | 170    |
| 15   | Martina Dubovská        | 168    |
| 16   | Laurence St-Germain     | 158    |
| 17   | Ali Nullmeyer           | 156    |
| 18   | Michelle Gisin          | 153    |
| 19   | Katharina Liensberger   | 138    |
| 20   | Jessica Hilzinger       | 133    |
| 21   | Mina Fürst Holtmann     | 127    |
| 22   | Amelia Smart            | 117    |
| 23   | Emma Aicher             | 110    |
| 24   | Maria Therese Tviberg   | 103    |
| 25   | Camille Rast            | 097    |

## Podestplatzierungen Herren

### Abfahrt
| Datum      | Ort                          | 1. Platz                                                                                       | 2. Platz                                                                                       | 3. Platz                                                                                       | Rotes Trikot            |
| ---------- | ---------------------------- | ---------------------------------------------------------------------------------------------- | ---------------------------------------------------------------------------------------------- | ---------------------------------------------------------------------------------------------- | ----------------------- |
| 29.10.2022 | Zermatt/Cervinia (SUI/ITA)   | Aufgrund von Schneemangel abgesagt. Keine Ersatzrennen                                         | Aufgrund von Schneemangel abgesagt. Keine Ersatzrennen                                         | Aufgrund von Schneemangel abgesagt. Keine Ersatzrennen                                         |                         |
| 30.10.2022 | Zermatt/Cervinia (SUI/ITA)   | Aufgrund von Schneemangel abgesagt. Keine Ersatzrennen                                         | Aufgrund von Schneemangel abgesagt. Keine Ersatzrennen                                         | Aufgrund von Schneemangel abgesagt. Keine Ersatzrennen                                         |                         |
| 25.11.2022 | Lake Louise (CAN)            | Aufgrund schlechter Wettervorhersage auf den Folgetag verschoben.                              | Aufgrund schlechter Wettervorhersage auf den Folgetag verschoben.                              | Aufgrund schlechter Wettervorhersage auf den Folgetag verschoben.                              |                         |
| 26.11.2022 | Lake Louise (CAN)            | Aleksander Aamodt Kilde                                                                        | Daniel Hemetsberger                                                                            | Marco Odermatt                                                                                 | Aleksander Aamodt Kilde |
| 02.12.2022 | Beaver Creek (USA)           | Aufgrund von Schneefall abgesagt. Ersatzrennen am 15. Dezember 2022 in Gröden.                 | Aufgrund von Schneefall abgesagt. Ersatzrennen am 15. Dezember 2022 in Gröden.                 | Aufgrund von Schneefall abgesagt. Ersatzrennen am 15. Dezember 2022 in Gröden.                 | Aleksander Aamodt Kilde |
| 03.12.2022 | Beaver Creek (USA)           | Aleksander Aamodt Kilde                                                                        | Marco Odermatt                                                                                 | James Crawford                                                                                 | Aleksander Aamodt Kilde |
| 15.12.2022 | Gröden (ITA)                 | Vincent Kriechmayr                                                                             | Marco Odermatt                                                                                 | Matthias Mayer                                                                                 | Aleksander Aamodt Kilde |
| 17.12.2022 | Gröden (ITA)                 | Aleksander Aamodt Kilde                                                                        | Johan Clarey                                                                                   | Mattia Casse                                                                                   | Aleksander Aamodt Kilde |
| 28.12.2022 | Bormio (ITA)                 | Vincent Kriechmayr                                                                             | James Crawford                                                                                 | Aleksander Aamodt Kilde                                                                        | Aleksander Aamodt Kilde |
| 14.01.2023 | Wengen (SUI)                 | Aleksander Aamodt Kilde                                                                        | Marco Odermatt                                                                                 | Mattia Casse                                                                                   | Aleksander Aamodt Kilde |
| 20.01.2023 | Kitzbühel (AUT)              | Vincent Kriechmayr                                                                             | Florian Schieder                                                                               | Niels Hintermann                                                                               | Aleksander Aamodt Kilde |
| 21.01.2023 | Kitzbühel (AUT)              | Aleksander Aamodt Kilde                                                                        | Johan Clarey                                                                                   | Travis Ganong                                                                                  | Aleksander Aamodt Kilde |
| 28.01.2023 | Garmisch-Partenkirchen (GER) | Aufgrund von Schneemangel abgesagt. Kein Ersatzrennen.                                         | Aufgrund von Schneemangel abgesagt. Kein Ersatzrennen.                                         | Aufgrund von Schneemangel abgesagt. Kein Ersatzrennen.                                         | Aleksander Aamodt Kilde |
| 03.03.2023 | Aspen (USA)                  | Rennen nach 24 Fahrern wegen dichten Nebels und Schneetreibens abgebrochen und nicht gewertet. | Rennen nach 24 Fahrern wegen dichten Nebels und Schneetreibens abgebrochen und nicht gewertet. | Rennen nach 24 Fahrern wegen dichten Nebels und Schneetreibens abgebrochen und nicht gewertet. | Aleksander Aamodt Kilde |
| 04.03.2023 | Aspen (USA)                  | Aleksander Aamodt Kilde                                                                        | James Crawford                                                                                 | Marco Odermatt                                                                                 | Aleksander Aamodt Kilde |
| 15.03.2023 | Soldeu (AND)                 | Vincent Kriechmayr                                                                             | Romed Baumann                                                                                  | Andreas Sander                                                                                 | Aleksander Aamodt Kilde |

### Super-G
| Datum      | Ort                     | 1. Platz                                                                                              | 2. Platz                                                                                              | 3. Platz                                                                                              | Rotes Trikot                           |
| ---------- | ----------------------- | --- | --- | --- | -------------------------------------- |
| 26.11.2022 | Lake Louise (CAN)       | Aufgrund der Verschiebung der Abfahrt abgesagt. Ersatzrennen am 29. Januar 2023 in Cortina d’Ampezzo. | Aufgrund der Verschiebung der Abfahrt abgesagt. Ersatzrennen am 29. Januar 2023 in Cortina d’Ampezzo. | Aufgrund der Verschiebung der Abfahrt abgesagt. Ersatzrennen am 29. Januar 2023 in Cortina d’Ampezzo. |                                        |
| 27.11.2022 | Lake Louise (CAN)       | Marco Odermatt                                                                                        | Aleksander Aamodt Kilde                                                                               | Matthias Mayer                                                                                        | Marco Odermatt                         |
| 04.12.2022 | Beaver Creek (USA)      | Aleksander Aamodt Kilde                                                                               | Marco Odermatt                                                                                        | Alexis Pinturault                                                                                     | Aleksander Aamodt Kilde Marco Odermatt |
| 16.12.2022 | Gröden (ITA)            | Wegen schlechter Wetterbedingungen abgesagt. Ersatzrennen am 28. Januar 2023 in Cortina d’Ampezzo.    | Wegen schlechter Wetterbedingungen abgesagt. Ersatzrennen am 28. Januar 2023 in Cortina d’Ampezzo.    | Wegen schlechter Wetterbedingungen abgesagt. Ersatzrennen am 28. Januar 2023 in Cortina d’Ampezzo.    | Aleksander Aamodt Kilde Marco Odermatt |
| 29.12.2022 | Bormio (ITA)            | Marco Odermatt                                                                                        | Vincent Kriechmayr                                                                                    | Loïc Meillard                                                                                         | Marco Odermatt                         |
| 13.01.2023 | Wengen (SUI)            | Aleksander Aamodt Kilde                                                                               | Stefan Rogentin                                                                                       | Marco Odermatt                                                                                        | Marco Odermatt                         |
| 28.01.2023 | Cortina d’Ampezzo (ITA) | Marco Odermatt                                                                                        | Aleksander Aamodt Kilde                                                                               | Mattia Casse                                                                                          | Marco Odermatt                         |
| 29.01.2023 | Cortina d’Ampezzo (ITA) | Marco Odermatt                                                                                        | Dominik Paris                                                                                         | Daniel Hemetsberger                                                                                   | Marco Odermatt                         |
| 05.03.2023 | Aspen (USA)             | Marco Odermatt                                                                                        | Andreas Sander                                                                                        | Aleksander Aamodt Kilde                                                                               | Marco Odermatt                         |
| 16.03.2023 | Soldeu (AND)            | Marco Odermatt                                                                                        | Marco Schwarz                                                                                         | Aleksander Aamodt Kilde                                                                               | Marco Odermatt                         |

### Riesenslalom
| Datum      | Ort                          | 1. Platz                                                                     | 2. Platz                                                                     | 3. Platz                                                                     | Rotes Trikot   |
| ---------- | ---------------------------- | ---------------------------------------------------------------------------- | ---------------------------------------------------------------------------- | ---------------------------------------------------------------------------- | -------------- |
| 23.10.2022 | Sölden (AUT)                 | Marco Odermatt                                                               | Žan Kranjec                                                                  | Henrik Kristoffersen                                                         | Marco Odermatt |
| 10.12.2022 | Val-d’Isère (FRA)            | Marco Odermatt                                                               | Manuel Feller                                                                | Žan Kranjec                                                                  | Marco Odermatt |
| 18.12.2022 | Alta Badia (ITA)             | Lucas Braathen                                                               | Henrik Kristoffersen                                                         | Marco Odermatt                                                               | Marco Odermatt |
| 19.12.2022 | Alta Badia (ITA)             | Marco Odermatt                                                               | Henrik Kristoffersen                                                         | Žan Kranjec                                                                  | Marco Odermatt |
| 07.01.2023 | Adelboden (SUI)              | Marco Odermatt                                                               | Henrik Kristoffersen                                                         | Loïc Meillard                                                                | Marco Odermatt |
| 25.01.2023 | Schladming (AUT)             | Loïc Meillard                                                                | Gino Caviezel                                                                | Marco Schwarz                                                                | Marco Odermatt |
| 29.01.2023 | Garmisch-Partenkirchen (GER) | Aufgrund von Schneemangel abgesagt. Ersatzrennen am 25. Januar in Schladming | Aufgrund von Schneemangel abgesagt. Ersatzrennen am 25. Januar in Schladming | Aufgrund von Schneemangel abgesagt. Ersatzrennen am 25. Januar in Schladming | Marco Odermatt |
| 25.02.2023 | Palisades Tahoe (USA)        | Marco Schwarz                                                                | Marco Odermatt                                                               | Rasmus Windingstad                                                           | Marco Odermatt |
| 11.03.2023 | Kranjska Gora (SLO)          | Marco Odermatt                                                               | Alexis Pinturault                                                            | Henrik Kristoffersen                                                         | Marco Odermatt |
| 12.03.2023 | Kranjska Gora (SLO)          | Marco Odermatt                                                               | Henrik Kristoffersen                                                         | Alexis Pinturault                                                            | Marco Odermatt |
| 18.03.2023 | Soldeu (AND)                 | Marco Odermatt                                                               | Henrik Kristoffersen                                                         | Marco Schwarz                                                                | Marco Odermatt |

### Slalom
| Datum      | Ort                          | 1. Platz              | 2. Platz             | 3. Platz                  | Rotes Trikot         |
| ---------- | ---------------------------- | --------------------- | -------------------- | ------------------------- | -------------------- |
| 11.12.2022 | Val-d’Isère (FRA)            | Lucas Braathen        | Manuel Feller        | Loïc Meillard             | Lucas Braathen       |
| 22.12.2022 | Madonna di Campiglio (ITA)   | Daniel Yule           | Henrik Kristoffersen | Linus Straßer             | Lucas Braathen       |
| 04.01.2023 | Garmisch-Partenkirchen (GER) | Henrik Kristoffersen  | Manuel Feller        | Clément Noël              | Henrik Kristoffersen |
| 08.01.2023 | Adelboden (SUI)              | Lucas Braathen        | Atle Lie McGrath     | Linus Straßer             | Lucas Braathen       |
| 15.01.2023 | Wengen (SUI)                 | Henrik Kristoffersen  | Loïc Meillard        | Lucas Braathen            | Henrik Kristoffersen |
| 22.01.2023 | Kitzbühel (AUT)              | Daniel Yule           | Dave Ryding          | Lucas Braathen            | Lucas Braathen       |
| 24.01.2023 | Schladming (AUT)             | Clément Noël          | Ramon Zenhäusern     | Lucas Braathen            | Lucas Braathen       |
| 04.02.2023 | Chamonix (FRA)               | Ramon Zenhäusern      | AJ Ginnis            | Daniel Yule               | Lucas Braathen       |
| 26.02.2023 | Palisades Tahoe (USA)        | Alexander Steen Olsen | Timon Haugan         | Clément Noël Albert Popow | Lucas Braathen       |
| 19.03.2023 | Soldeu (AND)                 | Ramon Zenhäusern      | Lucas Braathen       | Henrik Kristoffersen      | Lucas Braathen       |

### Parallelrennen
| Datum      | Ort             | 1. Platz                                              | 2. Platz                                              | 3. Platz                                              | Rotes Trikot |
| ---------- | --------------- | ----------------------------------------------------- | ----------------------------------------------------- | ----------------------------------------------------- | ------------ |
| 13.11.2022 | Lech/Zürs (AUT) | Aufgrund von Schneemangel abgesagt. Kein Ersatzrennen | Aufgrund von Schneemangel abgesagt. Kein Ersatzrennen | Aufgrund von Schneemangel abgesagt. Kein Ersatzrennen |              |

### Gesamtweltcupführende
| Name           | Von        | Ort          | Disziplin    | Bis          | Ort          | Disziplin    | Anzahl Rennen |
| -------------- | ---------- | ------------ | ------------ | ------------ | ------------ | ------------ | ------------- |
| Marco Odermatt | 23.10.2022 | Sölden (AUT) | Riesenslalom | Gesamtsieger | Gesamtsieger | Gesamtsieger | 38            |

## Podestplatzierungen Damen

### Abfahrt
| Datum      | Ort                        | 1. Platz                                                                                      | 2. Platz                                                                                      | 3. Platz                                                                                      | Rotes Trikot |
| ---------- | -------------------------- | --------------------------------------------------------------------------------------------- | --------------------------------------------------------------------------------------------- | --------------------------------------------------------------------------------------------- | ------------ |
| 05.11.2022 | Zermatt/Cervinia (SUI/ITA) | Aufgrund von Schneemangel abgesagt. Keine Ersatzrennen                                        | Aufgrund von Schneemangel abgesagt. Keine Ersatzrennen                                        | Aufgrund von Schneemangel abgesagt. Keine Ersatzrennen                                        |              |
| 06.11.2022 | Zermatt/Cervinia (SUI/ITA) | Aufgrund von Schneemangel abgesagt. Keine Ersatzrennen                                        | Aufgrund von Schneemangel abgesagt. Keine Ersatzrennen                                        | Aufgrund von Schneemangel abgesagt. Keine Ersatzrennen                                        |              |
| 02.12.2022 | Lake Louise (CAN)          | Sofia Goggia                                                                                  | Corinne Suter                                                                                 | Cornelia Hütter                                                                               | Sofia Goggia |
| 03.12.2022 | Lake Louise (CAN)          | Sofia Goggia                                                                                  | Nina Ortlieb                                                                                  | Corinne Suter                                                                                 | Sofia Goggia |
| 16.12.2022 | St. Moritz (SUI)           | Elena Curtoni                                                                                 | Sofia Goggia                                                                                  | Corinne Suter                                                                                 | Sofia Goggia |
| 17.12.2022 | St. Moritz (SUI)           | Sofia Goggia                                                                                  | Ilka Štuhec                                                                                   | Kira Weidle                                                                                   | Sofia Goggia |
| 14.01.2023 | St. Anton (AUT)            | Wegen ausgefallener Trainings abgesagt. Ersatzrennen am 20. Januar 2023 in Cortina d’Ampezzo. | Wegen ausgefallener Trainings abgesagt. Ersatzrennen am 20. Januar 2023 in Cortina d’Ampezzo. | Wegen ausgefallener Trainings abgesagt. Ersatzrennen am 20. Januar 2023 in Cortina d’Ampezzo. | Sofia Goggia |
| 20.01.2023 | Cortina d’Ampezzo (ITA)    | Sofia Goggia                                                                                  | Ilka Štuhec                                                                                   | Kira Weidle                                                                                   | Sofia Goggia |
| 21.01.2023 | Cortina d’Ampezzo (ITA)    | Ilka Štuhec                                                                                   | Kajsa Vickhoff Lie                                                                            | Elena Curtoni                                                                                 | Sofia Goggia |
| 25.02.2023 | Crans-Montana (SUI)        | Wegen Nebels und aufgeweichter Piste auf den 26. Februar verschoben.                          | Wegen Nebels und aufgeweichter Piste auf den 26. Februar verschoben.                          | Wegen Nebels und aufgeweichter Piste auf den 26. Februar verschoben.                          | Sofia Goggia |
| 26.02.2023 | Crans-Montana (SUI)        | Sofia Goggia                                                                                  | Federica Brignone                                                                             | Laura Gauché                                                                                  | Sofia Goggia |
| 04.03.2023 | Kvitfjell (NOR)            | Kajsa Vickhoff Lie                                                                            | Sofia Goggia                                                                                  | Corinne Suter                                                                                 | Sofia Goggia |
| 15.03.2023 | Soldeu (AND)               | Ilka Štuhec                                                                                   | Sofia Goggia                                                                                  | Lara Gut-Behrami                                                                              | Sofia Goggia |

### Super-G
| Datum      | Ort                     | 1. Platz                                                | 2. Platz                                                | 3. Platz                                                | Rotes Trikot                     |
| ---------- | ----------------------- | ------------------------------------------------------- | ------------------------------------------------------- | ------------------------------------------------------- | -------------------------------- |
| 04.12.2022 | Lake Louise (CAN)       | Corinne Suter                                           | Cornelia Hütter                                         | Ragnhild Mowinckel                                      | Corinne Suter                    |
| 18.12.2022 | St. Moritz (SUI)        | Mikaela Shiffrin                                        | Elena Curtoni                                           | Romane Miradoli                                         | Elena Curtoni                    |
| 14.01.2023 | St. Anton (AUT)         | Federica Brignone                                       | Joana Hählen                                            | Lara Gut-Behrami                                        | Elena Curtoni Ragnhild Mowinckel |
| 15.01.2023 | St. Anton (AUT)         | Lara Gut-Behrami                                        | Federica Brignone                                       | Marta Bassino                                           | Federica Brignone                |
| 20.01.2023 | Cortina d’Ampezzo (ITA) | Aufgrund einer Programmänderung nach St. Anton verlegt. | Aufgrund einer Programmänderung nach St. Anton verlegt. | Aufgrund einer Programmänderung nach St. Anton verlegt. | Federica Brignone                |
| 22.01.2023 | Cortina d’Ampezzo (ITA) | Ragnhild Mowinckel                                      | Cornelia Hütter                                         | Marta Bassino                                           | Ragnhild Mowinckel               |
| 26.02.2023 | Crans-Montana (SUI)     | Aufgrund der Verschiebung der Abfahrt abgesagt.         | Aufgrund der Verschiebung der Abfahrt abgesagt.         | Aufgrund der Verschiebung der Abfahrt abgesagt.         | Ragnhild Mowinckel               |
| 03.03.2023 | Kvitfjell (NOR)         | Cornelia Hütter                                         | Elena Curtoni                                           | Lara Gut-Behrami                                        | Elena Curtoni                    |
| 05.03.2023 | Kvitfjell (NOR)         | Nina Ortlieb                                            | Stephanie Venier                                        | Franziska Gritsch                                       | Elena Curtoni                    |
| 16.03.2023 | Soldeu (AND)            | Lara Gut-Behrami                                        | Federica Brignone                                       | Ragnhild Mowinckel                                      | Lara Gut-Behrami                 |

### Riesenslalom
| Datum      | Ort                   | 1. Platz                                                                                 | 2. Platz                                                                                 | 3. Platz                                                                                 | Rotes Trikot     |
| ---------- | --------------------- | ---------------------------------------------------------------------------------------- | ---------------------------------------------------------------------------------------- | ---------------------------------------------------------------------------------------- | ---------------- |
| 22.10.2022 | Sölden (AUT)          | Aufgrund von schlechtem Wetter abgesagt. Ersatzrennen am 27. Dezember 2022 am Semmering. | Aufgrund von schlechtem Wetter abgesagt. Ersatzrennen am 27. Dezember 2022 am Semmering. | Aufgrund von schlechtem Wetter abgesagt. Ersatzrennen am 27. Dezember 2022 am Semmering. |                  |
| 26.11.2022 | Killington (USA)      | Lara Gut-Behrami                                                                         | Marta Bassino                                                                            | Sara Hector                                                                              | Lara Gut-Behrami |
| 10.12.2022 | Sestriere (ITA)       | Marta Bassino                                                                            | Sara Hector                                                                              | Petra Vlhová                                                                             | Marta Bassino    |
| 27.12.2022 | Semmering (AUT)       | Mikaela Shiffrin                                                                         | Petra Vlhová                                                                             | Marta Bassino                                                                            | Marta Bassino    |
| 28.12.2022 | Semmering (AUT)       | Mikaela Shiffrin                                                                         | Lara Gut-Behrami                                                                         | Marta Bassino                                                                            | Marta Bassino    |
| 07.01.2023 | Kranjska Gora (SLO)   | Valérie Grenier                                                                          | Marta Bassino                                                                            | Petra Vlhová                                                                             | Marta Bassino    |
| 08.01.2023 | Kranjska Gora (SLO)   | Mikaela Shiffrin                                                                         | Federica Brignone                                                                        | Lara Gut-Behrami                                                                         | Marta Bassino    |
| 24.01.2023 | Kronplatz (ITA)       | Mikaela Shiffrin                                                                         | Lara Gut-Behrami                                                                         | Federica Brignone                                                                        | Mikaela Shiffrin |
| 25.01.2023 | Kronplatz (ITA)       | Mikaela Shiffrin                                                                         | Ragnhild Mowinckel                                                                       | Sara Hector                                                                              | Mikaela Shiffrin |
| 28.01.2023 | Špindlerův Mlýn (CZE) | Aufgrund der Wettervorhersage auf den Kronplatz verlegt.                                 | Aufgrund der Wettervorhersage auf den Kronplatz verlegt.                                 | Aufgrund der Wettervorhersage auf den Kronplatz verlegt.                                 | Mikaela Shiffrin |
| 10.03.2023 | Åre (SWE)             | Mikaela Shiffrin                                                                         | Federica Brignone                                                                        | Sara Hector                                                                              | Mikaela Shiffrin |
| 19.03.2023 | Soldeu (AND)          | Mikaela Shiffrin                                                                         | Thea Louise Stjernesund                                                                  | Valérie Grenier                                                                          | Mikaela Shiffrin |

### Slalom
| Datum      | Ort                   | 1. Platz | 2. Platz | 3. Platz | Rotes Trikot                    |
| ---------- | --------------------- | --- | --- | --- | ------------------------------- |
| 19.11.2022 | Levi (FIN)            | Mikaela Shiffrin | Anna Swenn-Larsson | Petra Vlhová | Mikaela Shiffrin                |
| 20.11.2022 | Levi (FIN)            | Mikaela Shiffrin | Wendy Holdener | Petra Vlhová | Mikaela Shiffrin                |
| 27.11.2022 | Killington (USA)      | Wendy Holdener Anna Swenn-Larsson                                                                                                | | Katharina Truppe | Mikaela Shiffrin                |
| 11.12.2022 | Sestriere (ITA)       | Wendy Holdener | Mikaela Shiffrin | Petra Vlhová | Wendy Holdener Mikaela Shiffrin |
| 29.12.2022 | Semmering (AUT)       | Mikaela Shiffrin | Paula Moltzan | Lena Dürr | Mikaela Shiffrin                |
| 04.01.2023 | Zagreb (CRO)          | Mikaela Shiffrin | Petra Vlhová | Anna Swenn-Larsson | Mikaela Shiffrin                |
| 05.01.2023 | Zagreb (CRO)          | Aufgrund von schlechtem Wetter und schlechter Pistenbeschaffenheit abgesagt. Ersatzrennen am 28. Januar 2023 in Špindlerův Mlýn. | Aufgrund von schlechtem Wetter und schlechter Pistenbeschaffenheit abgesagt. Ersatzrennen am 28. Januar 2023 in Špindlerův Mlýn. | Aufgrund von schlechtem Wetter und schlechter Pistenbeschaffenheit abgesagt. Ersatzrennen am 28. Januar 2023 in Špindlerův Mlýn. | Mikaela Shiffrin                |
| 10.01.2023 | Flachau (AUT)         | Petra Vlhová | Mikaela Shiffrin | Lena Dürr | Mikaela Shiffrin                |
| 28.01.2023 | Špindlerův Mlýn (CZE) | Mikaela Shiffrin | Lena Dürr | Wendy Holdener | Mikaela Shiffrin                |
| 29.01.2023 | Špindlerův Mlýn (CZE) | Lena Dürr | Mikaela Shiffrin | Zrinka Ljutić | Mikaela Shiffrin                |
| 11.03.2023 | Åre (SWE)             | Mikaela Shiffrin | Wendy Holdener | Anna Swenn-Larsson | Mikaela Shiffrin                |
| 18.03.2023 | Soldeu (AND)          | Petra Vlhová | Leona Popović | Mikaela Shiffrin | Mikaela Shiffrin                |

### Parallelrennen
| Datum      | Ort             | 1. Platz                                                    | 2. Platz                                                    | 3. Platz                                                    | Rotes Trikot |
| ---------- | --------------- | ----------------------------------------------------------- | ----------------------------------------------------------- | ----------------------------------------------------------- | ------------ |
| 12.11.2022 | Lech/Zürs (AUT) | Aufgrund von schlechtem Wetter abgesagt. Kein Ersatzrennen. | Aufgrund von schlechtem Wetter abgesagt. Kein Ersatzrennen. | Aufgrund von schlechtem Wetter abgesagt. Kein Ersatzrennen. |              |

### Gesamtweltcupführende
| Name             | Von        | Ort        | Disziplin | Bis            | Ort            | Disziplin      | Anzahl Rennen |
| ---------------- | ---------- | ---------- | --------- | -------------- | -------------- | -------------- | ------------- |
| Mikaela Shiffrin | 19.11.2022 | Levi (FIN) | Slalom    | Gesamtsiegerin | Gesamtsiegerin | Gesamtsiegerin | 38            |

## Podestplatzierungen Mixed
| Datum      | Ort          | 1. Platz                                                                               | 2. Platz                                                            | 3. Platz                                                             |
| ---------- | ------------ | -------------------------------------------------------------------------------------- | ------------------------------------------------------------------- | -------------------------------------------------------------------- |
| 17.03.2023 | Soldeu (AND) | Norwegen Thea Louise Stjernesund Maria Therese Tviberg Timon Haugan Rasmus Windingstad | Schweiz Andrea Ellenberger Camille Rast Semyel Bissig Livio Simonet | Österreich Franziska Gritsch Julia Scheib Fabio Gstrein Adrian Pertl |

## Nationencup
| Rang | Land                    | Punkte |
| ---- | ----------------------- | ------ |
| 1    | Schweiz                 | 11318  |
| 2    | Österreich              | 8729   |
| 3    | Norwegen                | 7611   |
| 4    | Italien                 | 6698   |
| 5    | Vereinigte Staaten      | 4389   |
| 6    | Frankreich              | 3674   |
| 7    | Deutschland             | 3164   |
| 8    | Kanada                  | 2075   |
| 9    | Slowenien               | 1767   |
| 10   | Schweden                | 1677   |
| 11   | Slowakei                | 1154   |
| 12   | Kroatien                | 970    |
| 13   | Neuseeland              | 313    |
| 14   | Andorra                 | 276    |
| 15   | Vereinigtes Königreich  | 226    |
| 16   | Polen                   | 200    |
| 17   | Bulgarien               | 182    |
| 18   | Tschechien              | 180    |
| 19   | Belgien                 | 119    |
| 20   | Griechenland            | 91     |
| 21   | Albanien                | 59     |
| 22   | Spanien                 | 51     |
| 23   | Chile                   | 44     |
| 23   | Liechtenstein           | 44     |
| 25   | Finnland                | 22     |
| 25   | Japan                   | 22     |
| 27   | Bosnien und Herzegowina | 6      |
| 27   | Dänemark                | 6      |

| Rang | Land                   | Punkte |
| ---- | ---------------------- | ------ |
| 1    | Schweiz                | 6298   |
| 2    | Norwegen               | 5272   |
| 3    | Österreich             | 4756   |
| 4    | Italien                | 2510   |
| 5    | Frankreich             | 2415   |
| 6    | Deutschland            | 1750   |
| 7    | Kanada                 | 1156   |
| 8    | Vereinigte Staaten     | 1125   |
| 9    | Slowenien              | 672    |
| 10   | Kroatien               | 413    |
| 11   | Vereinigtes Königreich | 223    |
| 12   | Bulgarien              | 182    |
| 13   | Andorra                | 180    |
| 14   | Schweden               | 169    |
| 15   | Belgien                | 119    |
| 16   | Griechenland           | 91     |
| 17   | Spanien                | 51     |
| 18   | Chile                  | 44     |
| 18   | Liechtenstein          | 44     |
| 20   | Slowakei               | 29     |
| 21   | Finnland               | 22     |
| 22   | Tschechien             | 12     |
| 23   | Dänemark               | 6      |
| 23   | Japan                  | 6      |

| Rang | Land                    | Punkte |
| ---- | ----------------------- | ------ |
| 1    | Schweiz                 | 5020   |
| 2    | Italien                 | 4188   |
| 3    | Österreich              | 3973   |
| 4    | Vereinigte Staaten      | 3264   |
| 5    | Norwegen                | 2339   |
| 6    | Schweden                | 1508   |
| 7    | Deutschland             | 1414   |
| 8    | Frankreich              | 1259   |
| 9    | Slowakei                | 1125   |
| 10   | Slowenien               | 1095   |
| 11   | Kanada                  | 919    |
| 12   | Kroatien                | 557    |
| 13   | Neuseeland              | 313    |
| 14   | Polen                   | 200    |
| 15   | Tschechien              | 168    |
| 16   | Andorra                 | 96     |
| 17   | Albanien                | 59     |
| 18   | Japan                   | 16     |
| 19   | Bosnien und Herzegowina | 6      |
| 20   | Vereinigtes Königreich  | 3      |

## Karriereende
| Herren - Mauro Caviezel - Johan Clarey - Marc Digruber - Thomas Dorner - Beat Feuz - Travis Ganong - Ian Gut - David Ketterer - Maximilian Lahnsteiner - Matteo Marsaglia - Matthias Mayer - Leif Kristian Nestvold-Haugen - Steven Nyman - Trevor Philp - Julian Rauchfuss - Brice Roger - Manuel Schmid - Riccardo Tonetti - Victor Schuller - Fabian Wilkens Solheim - Samu Torsti - Maarten Meiners | Damen - Coralie Frasse Sombet - Leonie Flötgen - Marie-Michèle Gagnon - Nathalie Gröbli - Riikka Honkanen - Kenza Lacheb - Jonna Luthman - Nastasia Noens - Esther Paslier - Tina Robnik - Nicole Schmidhofer - Marlene Schmotz - Ramona Siebenhofer - Alex Tilley - Julie Trummer - Tessa Worley |